# Thaumalea dentata
Thaumalea dentata är en tvåvingeart som beskrevs av Edwards 1929. Thaumalea dentata ingår i släktet Thaumalea och familjen mätarmyggor. Inga underarter finns listade i Catalogue of Life.